# La casa a medio camino
La casa a medio camino (Halfway House) es una novela escrita en 1936 por los novelistas de misterio Dannay y Lee bajo el nombre de Ellery Queen. Se trata de una novela de intriga ambientada fundamentalmente en Nueva Jersey, EE. UU. En España ha sido editada por "Ediciones Forum" y "Ediciones Picazo"

## Argumento
Joe Wilson era un humilde vendedor ambulante con una joven y bella esposa en Filadelfia. Joseph Kent Gimball era un personaje rico de Nueva York, socialmente prominente, con una mujer elegante y aristocrática. Estos dos hombres tan diferentes eran en realidad la misma persona, un bígamo llevando una extraña doble vida. Su engaño fue revelado públicamente al aparecer asesinado en su "casa a medio camino", una cabaña junto al río en los alrededores de Trenton, Nueva Jersey, el lugar que le servía de escondite para cambiar de identidad. Pero, ¿quién lo mató?, ¿en cuál de los dos familias está el culpable del crimen?.
Ellery Queen, que es arrastrado a participar en el caso para ayudar a unos viejos amigos, pone el dedo en la llaga al plantear la cuestión central: "¿Cuál de los dos fue asesinado: Gimball o Wilson?". Queen realiza su habitual despliegue de deducciones lógicas a partir de pistas aparentemente insignificantes, como el número de fósforos que aparecen quemados sobre una mesa y, finalmente, desarrolla un perfil del asesino que puede ajustarse a una sola persona en el caso.

## Valoración crítica
Después de nueve populares novelas de misterio y la primera de muchas películas, el personaje de Ellery Queen estaba en ese momento firmemente establecido. En este período Ellery Queen da señales de un cambio en el tipo de historia, alejándose del formato de intrincado rompecabezas de misterio que había sido un sello distintivo en las nueve novelas anteriores, cada una con una nacionalidad en su título y un desafío "para el lector” inmediatamente antes de ser revelada la solución. 
"Halfway House" es la última novela en la que Queen emite su "Desafío", y es la primera sin un título de nacionalidad ", aunque en el prólogo se hace notar que la historia podría haberse llamado “El Misterio de las cerillas suecas”. Los autores exponen un análisis detallado de las pistas, y presentan un Ellery menos omnisciente y más humano, en busca de una representación de su figura más amplia y una caracterización más interesante. Para el crítico Julián Symons este conjunto de los diez primeros libros de Queen representan una cumbre de la historia de la novela policíaca entre las dos guerras mundiales.
La novela “Tras la puerta cerrada” que Ellery publicará el año siguiente (1937) parte ya de unos supuestos muy diferentes en su desarrollo técnico y argumental.